# جون مادوكس
جون مادوكس (بالإنجليزية: John Maddox)‏ (و. 1925 – 2009 م) هو صحفي، وفيزيائي، وكيميائي، ومراسل صحفي، وكاتب من المملكة المتحدة . وكان عضواً في الجمعية الملكية، والأكاديمية الأمريكية للفنون والعلوم .
توفي في لندن ، عن عمر يناهز 84 عاماً.

## التعليم
تعلم في كنيسة المسيح، أكسفورد، وكلية كينجز لندن

## مناصب وهيئات
أدار جامعة مانشستر.